# Pouligny-saint-pierre
Pour les articles homonymes, voir Pouligny-Saint-Pierre (homonymie).
Le pouligny-saint-pierre est un fromage de chèvre berrichon, plus précisément du département de l'Indre, en région Centre-Val de Loire, en France.
Il porte le nom de la commune homonyme. Il est protégé par une appellation d'origine contrôlée, depuis février 1972, et par une appellation d'origine protégée, depuis le 29 octobre 2009.
Sa meilleure période de consommation s'étend de juin à octobre.

## Histoire
Au XVIIIe siècle, des faisselles en bois et en paille de seigle étaient utilisées pour lui donner sa forme caractéristique, qui le distingue des autres fromages de chèvre produits en France. C'est, dit-on, le clocher de leur église qui aurait inspiré aux habitants de Pouligny-Saint-Pierre cette forme pyramidale.
Une autre version de l'origine du pouligny-saint-pierre, légendaire, est parfois avancée : Bonaparte aimait se souvenir de son expédition d'Égypte, c'est pour cela que le fromage est en forme de pyramide. Un jour, Bonaparte en ayant assez de cette forme, prit son épée et coupa le haut de la pyramide. Depuis ce jour, le fromage n'a plus de sommet.[réf. nécessaire]
Le fromage de chèvre est fabriqué par les paysans de la région, depuis le XVIIIe siècle. Dans les années 1960, dans un but commercial, deux laiteries se sont lancées dans la fabrication du pouligny-saint-pierre. 

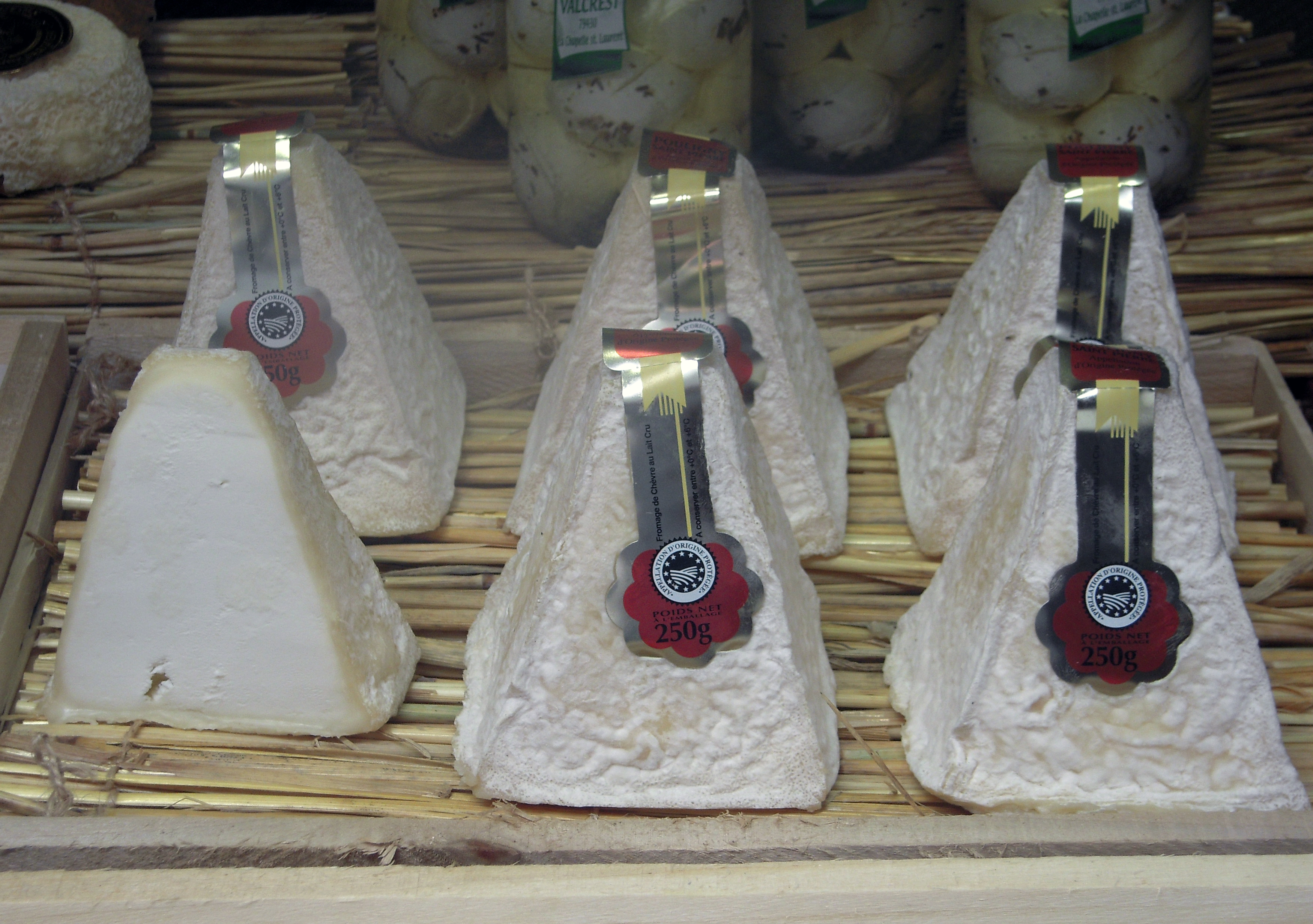
Le pouligny (250 g) à étiquette rouge en 2009.

En septembre 1969 est fondé le syndicat de défense et de promotion du pouligny-saint-pierre, dont la première action est de solliciter auprès de l'État français une reconnaissance de l'appellation, grâce à une appellation d'origine contrôlée. Reconnue par le décret du 14 février 1972, l’appellation pouligny-saint-pierre est aujourd'hui régie par le décret du 29 décembre 1986, qui détermine les caractéristiques indispensables à l’obtention et au maintien de l'appellation d'origine contrôlée.
La production fermière en représente 41 %. Les producteurs sont attachés à la tradition et entendent conserver l’identité de ce fromage tout en développant un savoir-faire évolutif et en maintenant l’équilibre entre les productions agricoles (dites aussi fermières), laitières (dites aussi artisanales), et industrielles.
L'appellation pouligny-saint-pierre est la plus ancienne des appellations AOC concernant le fromage de chèvre français, ainsi que la plus petite aire de production.
En 2005, la production commerciale était de 300 t.
Le 29 octobre 2009, le fromage obtient une appellation d'origine protégée.
L'usine Eurial Poitouraine de Pouligny-Saint-Pierre, fabriquait, jusqu'en avril 2013, le fromage de Pouligny. À partir du mois d'avril 2013, la production de fromage a été transférée dans l’usine de Tournon-Saint-Martin,.

## Terroir d'élaboration

### Communes
22,, communes font partie de l'aire géographique et de la zone de production du lait, de fabrication et d'affinage des fromages.
| Nom                       | Code Insee | Intercommunalité                  | Superficie (km2) | Population (dernière pop. légale) | Densité (hab./km2) |
| ------------------------- | ---------- | --------------------------------- | ---------------- | --------------------------------- | ------------------ |
| Azay-le-Ferron            | 36010      | CC Cœur de Brenne                 | 60,95            | 835 (2022)                        | 14                 |
| Le Blanc                  | 36018      | CC Brenne - Val de Creuse         | 57,61            | 6 188 (2022)                      | 107                |
| Ciron                     | 36053      | CC Brenne - Val de Creuse         | 57,94            | 523 (2022)                        | 9                  |
| Concremiers               | 36058      | CC Brenne - Val de Creuse         | 28,11            | 595 (2022)                        | 21                 |
| Douadic                   | 36066      | CC Brenne - Val de Creuse         | 43,14            | 473 (2022)                        | 11                 |
| Fontgombault              | 36076      | CC Brenne - Val de Creuse         | 10,58            | 262 (2022)                        | 25                 |
| Ingrandes                 | 36087      | CC Brenne - Val de Creuse         | 11,12            | 299 (2022)                        | 27                 |
| Lingé                     | 36096      | CC Cœur de Brenne                 | 32,66            | 203 (2022)                        | 6,2                |
| Lurais                    | 36104      | CC Brenne - Val de Creuse         | 13,61            | 227 (2022)                        | 17                 |
| Lureuil                   | 36105      | CC Brenne - Val de Creuse         | 22,04            | 274 (2022)                        | 12                 |
| Martizay                  | 36113      | CC Cœur de Brenne                 | 39               | 950 (2022)                        | 24                 |
| Mauvières                 | 36114      | CC Marche Occitane - Val d'Anglin | 23,94            | 307 (2022)                        | 13                 |
| Mérigny                   | 36119      | CC Brenne - Val de Creuse         | 31,77            | 544 (2022)                        | 17                 |
| Néons-sur-Creuse          | 36137      | CC Brenne - Val de Creuse         | 19,85            | 355 (2022)                        | 18                 |
| Pouligny-Saint-Pierre     | 36165      | CC Brenne - Val de Creuse         | 47,45            | 1 032 (2022)                      | 22                 |
| Preuilly-la-Ville         | 36167      | CC Brenne - Val de Creuse         | 4,23             | 151 (2022)                        | 36                 |
| Rosnay                    | 36173      | CC Brenne - Val de Creuse         | 59,03            | 522 (2022)                        | 8,8                |
| Ruffec                    | 36176      | CC Brenne - Val de Creuse         | 40,93            | 569 (2022)                        | 14                 |
| Saint-Aigny               | 36178      | CC Brenne - Val de Creuse         | 14,86            | 272 (2022)                        | 18                 |
| Saint-Hilaire-sur-Benaize | 36197      | CC Marche Occitane - Val d'Anglin | 32,61            | 314 (2022)                        | 9,6                |
| Sauzelles                 | 36213      | CC Brenne - Val de Creuse         | 12,86            | 256 (2022)                        | 20                 |
| Tournon-Saint-Martin      | 36224      | CC Brenne - Val de Creuse         | 25,82            | 1 120 (2022)                      | 43                 |

### Appellation d'origine protégée
Pour avoir ou garder l’appellation, des critères de qualités précis devant être respectés, les fromages passent tous les deux mois, à la maison de l'agriculture du Blanc, devant une commission qui vérifie notamment le goût, la texture, la croûte, la forme et la tenue. Lors de sa commercialisation, le fromage doit comporter une étiquette verte (fermiers), ou rouge (industriels, laitiers et artisanaux).
Deux fromages de chaque producteur y sont examinés ; l’un d'eux est dégusté, l’autre est analysé. Une note est attribuée à chaque producteur selon trois critères : l’aspect du fromage, sa coupe et son goût (éliminatoire). Si la note globale d’un producteur est inférieure à 10/20, il reçoit un avertissement. Au bout de trois avertissements, le producteur ne peut plus utiliser l'appellation pouligny-saint-pierre pour une durée de trente jours.
La commission, mise en place par l'institut national de l'origine et de la qualité, réunit les fromages : fermiers, industriels, laitiers et artisanaux, la direction des services vétérinaires et la délégation départementale de la consommation, du commerce et de la répression des fraudes.

## Le fromage

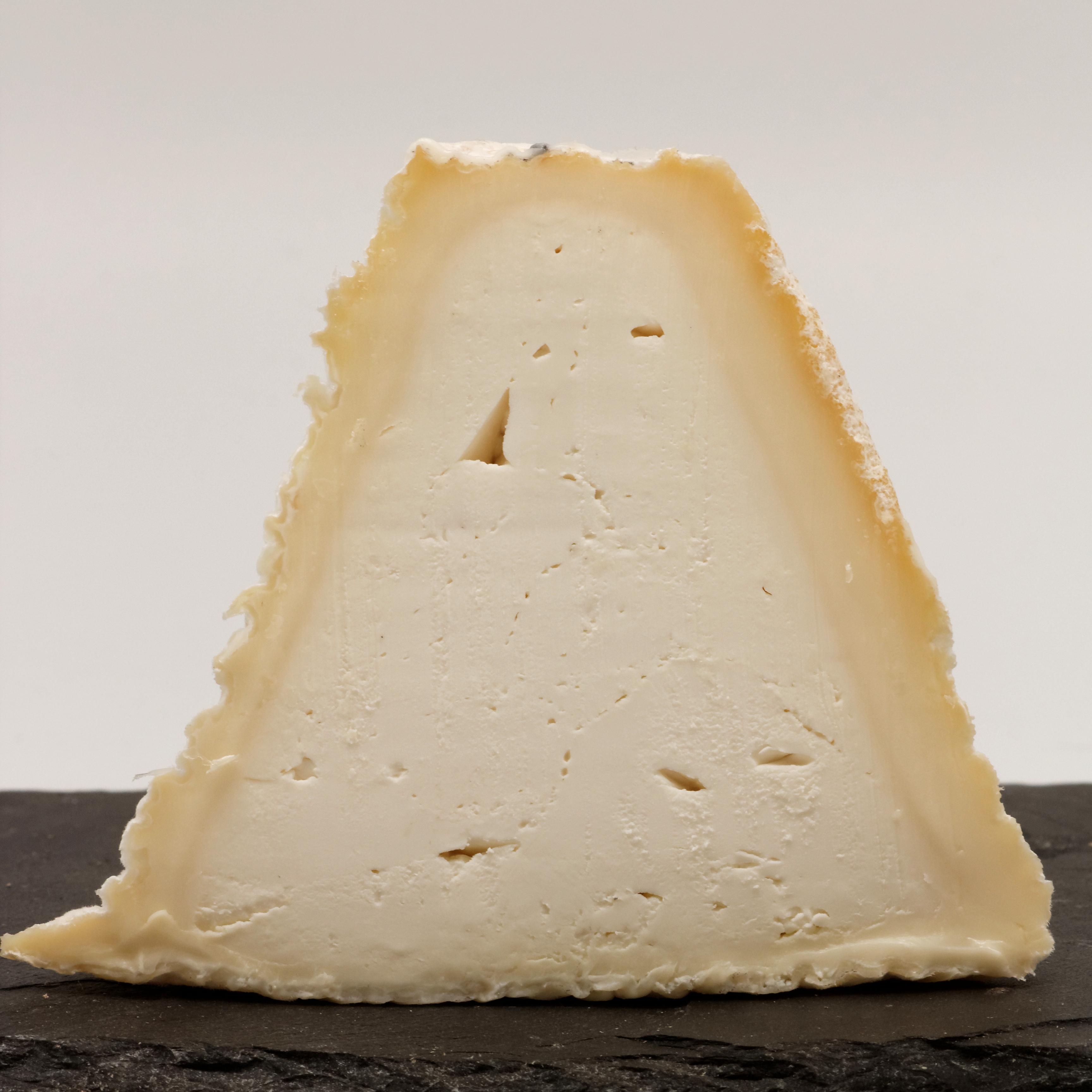
L'intérieur du pouligny (150 g) en 2015.

Le pouligny-saint-pierre est un fromage au lait cru de chèvre, à la fois à pâte molle à croûte naturelle et à pâte molle à croûte fleurie. Il est obtenu par coagulation lactique avec une faible addition de présure. Sa pâte est molle, salée, à moisissures superficielles. Sa teneur en matière grasse est supérieure à 45 % de la matière sèche, l'extrait sec est supérieur à 90 g par fromage.
La forme du fromage est caractéristique : c’est un tronc de pyramide à base carrée, devant faire 9 cm de côté à la base, 2,5 cm au sommet et 12,5 cm de hauteur. Sa masse est de 250 g. Pour des raisons commerciales, une production existe maintenant de petits pouligny-saint-pierre de 150 g.
La durée d'affinage est de 10 jours minimum à compter du jour d'emprésurage.
Deux types d'affinages caractérisent ce fromage :
- affinage en blanc[2] (couverture Geotricum) : saveur acidulée, légèrement salée, arômes de fruits secs, odeur florale et fruitée, texture fondante ;
- affinage bleu[2] (couverture Penicillium album) : saveur caprine plus corsée, noisette, goût franc et affirmé, texture plus ferme.

## Chiffres de production
En 2005, l'aire de production s’étendait sur 70 000 hectares. Le nombre d'opérateurs était de 58 dont 53 producteurs de lait, 19 transformateurs (16 producteurs fermiers, 2 coopératives et 1 industriel) et 21 affineurs.
En 2013, la production commerciale était de 310 t.
En 2014, la production du lait est assurée par 36 producteurs et la production commerciale était de 319 t (5,3 millions de litres de lait), dont 90 t de fromage fermier et 192 t de fromage laitier. Les fromages de 250 g représentent 65 % du tonnage commercialisé, alors que les fromages de 150 g, ne représentent que 35 % du tonnage commercialisé.
En 2015, la production commerciale était de 291,44 t (5 251 314 litres de lait, soit une baisse de 7,76 t et de 2,7 %. 
En 2016, la production commerciale était de 293,17 t soit (5 146 055 litres de lait).
En 2017, le nombre d'opérateurs était de 38 dont 29 producteurs de lait, 7 producteurs fermiers en vente direct et 2 transformateurs (usine Eurial Poitouraine de Tournon-Saint-Martin et la fromagerie d'Anjouin).

## Lieu de vente et fête
Un espace de vente direct de différents produits locaux (« La Maison du fromage et des produits locaux ») a ouvert en juillet 2011 à Pouligny-Saint-Pierre.
Chaque année au mois de septembre, a lieu la « fête de la chèvre et du fromage » dans la commune de Pouligny-Saint-Pierre.